# مخدر الزنبور
مخدر الزنبور هو مصطلح يشير إلى تناول المبيدات الحشرية المنزلية الشائعة كبديل للمواد التقليدية المسببة للإدمان، والتي تسبب النشوة مثل الميثامفيتامين، أو الكوكايين. نشأ الاتجاه إلى تعاطي مخدر الزنبور في جنوب الولايات المتحدة الأمريكية، وهناك تقارير غامضة تشير إلى أن تاريخ تعاطي المبيدات الحشرية يعود إلى ثمانينيات القرن العشرين.

## التاريخ
لا يزال أصل مخدر الزنبور غير واضحًا، ولا يتوفر سوى القليل جدًا من الأبحاث حول مستخدمي مخدر الزنبور. ذُكرت هذه الظاهرة خلال جلسة استماع أمام مجلس النواب بالولايات المتحدة الأمريكية في عام 1979، إذ أبلغ النواب عن وجود معرفة حول إساءة استخدام مبيد ريد القاتل للزنابير بين متعاطي المخدرات الأمريكيين.
كما ذكر تقرير نُشر في مجلة جراحة اليد في يوليو عام 2000 أن خمس مرضى في الولايات المتحدة الأمريكية قاموا بحقن أنفسهم بسم حشرات شائع، وكان الالتهاب الشديد والنخر المتميع من بين الأعراض التي لوحظت على هذه الحالات.

## العلامات والأعراض
على الرغم من أن بخاخات مبيدات الحشرات المنزلية آمنة نسبيًا عند استخدامها على النحو الصحيح، إلا أن فعل النفث، أو التدخين، أو الاستنشاق، أو الشرب، أو الحقن الشرجي، أو التدخين الإلكتروني، أو الحقن بسموم الحشرات يمكن أن يؤدي إلى تلف عصبي لا رجعة فيه، وقد يؤدي حتى إلى الموت. تشمل الأعراض المحتملة لتناول السم المبيد للبق، على سبيل المثال لا الحصر: اضطراب السلوك، والغثيان، والصداع، والتهاب الحلق، والالتهاب الشديد، واحمرار اليدين والقدمين، والهلوسة السمعية، والتشنجات، والغيبوبة، والنخر، والموت في نهاية المطاف.

## طرق التعاطي
يصف تقرير حالة من تكساس طريقتين مختلفتين لتناول مخدر الزنبور. حيث يقوم المريض برش المبيد الحشري على سطح ساخن مما يؤدي إلى تبلوره، ثم يقوم بعد ذلك استنشاق هذه المادة النقية أو تدخينها. ويقال أيضًا أن سم البق البلوري يُذوّب في الماء ثم يُحقن عن طريق الوريد.
أشارت جلسة استماع عُقدت في عام 1979 أمام كونغرس الولايات المتحدة الأمريكية إلى أن بعض متعاطي المخدرات الأمريكيين كانوا يدخنون مبيد ريد القاتل للزنابير.

## الانتشار
أشارت الأبحاث المنشورة في عام 2020 إلى أن 19٪ من متعاطي المخدرات الأبلاشيين في ولاية كنتاكي الأمريكية قد تناولوا مخدر الزنبور. يرتبط استخدام مخدر الزنبور بشدة بالتشرد واستخدام الميثامفيتامين في هذه المنطقة.